# Valeur de vérité
Une valeur de vérité est une valeur attribuée à chaque proposition logique. Par exemple, "vrai" ou "faux".

## Présentation
La valeur d'une proposition formés de deux propositions P et Q et d'un connecteur est calculée à partir des valeurs de vérité attribuées à P et à Q. Ainsi la valeur de vérité attribuée à « P et Q » sera « p.q » où « . » est la multiplication.  En conséquence, P et Q est vrai si et seulement si P et Q sont chacun vrais. De même, « non P » a pour valeur de vérité 0 si P a pour valeur 1, et 1 si P a pour valeur 0. Par suite, non(non P) a même valeur de vérité que P.  Si P, alors Q a pour valeur de vérité « non (p.non q) ». Cette version de la valeur de vérité est ce que l'on appelle la logique classique.  

### Logique intuitioniste
Le calcul à deux valeurs de vérité qui vient d'être présenté n'est pas le seul : certains systèmes mettent en œuvre plus de deux valeurs de vérité,  d'autres, tels que la logique intuitionniste, n'acceptent pas « p + non p = 1 ». Dans ce cas les règles de calcul changent : on perd « non (non p) = p » ; « P ou non P » n'est plus toujours vraie. D'une manière générale, la bivalence, c'est-à-dire le fait d'avoir deux valeurs de vérités, n'est plus confondue avec le calcul proposé initialement par la logique classique et présenté ci-dessus.